# (7666) Keyaki
(7666) Keyaki (1994 VC1) – planetoida z pasa głównego asteroid okrążająca Słońce w ciągu 4,48 lat w średniej odległości 2,72 j.a. Odkryta 4 listopada 1994 roku.